# Cal Pantorrillo
Cal Pantorrillo és una obra de Cervera (Segarra) protegida com a Bé Cultural d'Interès Local.

## Descripció
Situat al carrer Major, eix vertebrador del nucli antic del municipi. Casa entre mitgeres, consta de planta baixa, dues plantes i golfes. La composició de la façana és simètrica amb tres línies d'obertures. De la planta baixa destaca el portal de la dreta que dona accés a la casa. Aquest té una estructura pròpia del segle xvii, amb carreus encoixinats a tot al volt i llinda amb dovelles a saltacavall. Les altres dues obertures han estat molt reformades. El primer pis està format per tres obertures, essent la central un balcó, que es corresponen amb les obertures del segon pis, consistents en dos balcons a l'esquerra i una finestra a la dreta. Transcorre encara per damunt el nivell de golfes, definit a l'exterior per tres finestrals quadrangulars. El parament de la façana és arrebossat, però les obertures del primer pis deixen veure els carreus ben treballats a tot el volt i part de la façana també amb un aparell ben elaborat, el que ens porta a pensar que l'arrebossat seria posterior -i més propi del segle xviii.